# معمر بانگورا
معمر بانگورا (انگلیسی: Momar Bangoura؛ زادهٔ ۲۴ فوریهٔ ۱۹۹۴) بازیکن فوتبال اهل سنگال است.
از باشگاه‌هایی که در آن بازی کرده‌است می‌توان به باشگاه فوتبال المپیک مارسی و باشگاه فوتبال سوئیندون تاون اشاره کرد.